# جنیفر اچگینی
جنیفر اچگینی (انگلیسی: Jennifer Echegini؛ زادهٔ ۲۲ مارس ۲۰۰۱) بازیکن فوتبال اهل نیجریه است که در حال حاضر برای باشگاه فوتبال زنان پاری سن ژرمن در پست هافبک بازی می‌کند. 
از باشگاه‌هایی که در آن بازی کرده است می‌توان به باشگاه فوتبال زنان یوونتوس اشاره کرد.
وی همچنین در تیم ملی فوتبال زنان نیجریه بازی کرده است.

## زندگی‌نامه و دوران کالج
جنیفر اچگینی در کشور هلند از والدینی نیجریه‌ای به دنیا آمد. خانواده‌اش زمانی که او ۱۱ ساله بود به انگلستان نقل مکان کردند. او دوران جوانی خود را در باشگاه SCE نیمیخن، چارلتون اتلتیک، میلوال و آکادمی آرسنال سپری کرد.

### می‌سی‌سی‌پی استیت بولداگز، فلوریدا استیت سیمینولز
اچگینی در سال ۲۰۱۹ توسط سرمربی تازه‌وارد جیمز آرمسترانگ برای بازی در تیم فوتبال زنان می‌سی‌سی‌پی استیت بولداگز در دانشگاه ایالتی می‌سی‌سی‌پی جذب شد. او سه فصل در آنجا بازی کرد و در ۴۲ بازی، ۱۱ گل و ۶ پاس گل به ثبت رساند. در سال ۲۰۲۲، او به دانشگاه ایالتی فلوریدا منتقل شد تا برای تیم فوتبال زنان فلوریدا استیت سیمینولز زیر نظر برایان پنزکی بازی کند، کسی که پیش‌تر نیز تلاش کرده بود او را جذب کند. در نخستین فصل حضورش برای قهرمان دفاع‌کننده تورنمنت فوتبال زنان دسته اول NCAA ۲۰۲۱، او در ۲۱ بازی ۱۱ گل و ۶ پاس گل به ثبت رساند و به تیم دوم منتخب کنفرانس ACC راه یافت. او در طول تورنمنت فوتبال زنان NCAA ۲۰۲۳، دو گل و سه پاس گل ثبت کرد، از جمله یک گل و یک پاس گل در شکست ۳–۲ تیمش برابر کارولینای شمالی در مرحله نیمه‌نهایی.
در فصل ۲۰۲۳، اچگینی با ۱۶ گل و ۵ پاس گل در ۲۳ بازی، صدرنشین گلزنان ACC شد. او عنوان باارزش‌ترین بازیکن تورنمنت فوتبال زنان ACC ۲۰۲۳ را به دست آورد و در فینال با دو گل برابر کلمسون در پیروزی ۲–۱ تیمش نقش مهمی داشت. او در تورنمنت NCAA آن فصل نیز سه گل و دو پاس گل ثبت کرد، از جمله یک گل و یک پاس گل در پیروزی ۵–۱ برابر استنفورد در فینال، که با آن فصل بدون شکست فلوریدا استیت به پایان رسید. او به افتخارات بسیاری در آن فصل دست یافت: انتخاب به تیم نخست منتخب ACC، تیم نخست منتخب ملی تیم‌های منتخب اول آل-آمریکا در فوتبال زنان NCAA، دریافت عنوان بازیکن تهاجمی سال فوتبال زنان ACC، جایزه ورزشی هوندا، و جایزه هرمان که به بهترین بازیکن فصل فوتبال کالج زنان اعطا می‌شود.

## دوران باشگاهی

### یوونتوس
در ۴ ژانویه ۲۰۲۴، اچگینی با باشگاه ایتالیایی یوونتوس قراردادی چندساله تا ژوئن ۲۰۲۶ امضا کرد. او پیش از ترک باشگاه در ژوئیه ۲۰۲۴، در ۱۶ بازی ۱۰ گل به ثمر رساند.

### پاری سن-ژرمن
در ۱۰ ژوئیه ۲۰۲۴، اچگینی با باشگاه فرانسوی پاری سن-ژرمن قراردادی سه‌ساله تا ژوئن ۲۰۲۷ امضا کرد.

## دوران ملی
اچگینی نخستین گل ملی خود برای تیم ملی فوتبال زنان نیجریه را در تاریخ ۱۱ آوریل ۲۰۲۳ در پیروزی ۳–۰ برابر تیم ملی فوتبال زنان نیوزیلند به ثمر رساند.
در ۱۶ ژوئن ۲۰۲۳، اچگینی به ترکیب تیم نیجریه برای جام جهانی فوتبال زنان ۲۰۲۳ دعوت شد. او یکی از بازیکنان تیم «سوپر فالکنز» نیجریه بود که به مرحله یک‌هشتم نهایی این رقابت‌ها رسیدند.
اچگینی همچنین به تیم نیجریه برای فوتبال در المپیک تابستانی ۲۰۲۴ – مسابقات زنان نیز دعوت شد.